# Mildred Harris
Mildred Harris (n. 29 noiembrie 1901, Cheyenne, Wyoming, SUA – d. 20 iulie 1944, Hollywood, California, SUA)  a fost o actriță americană la începutul secolului al XX-lea. A început cariera ca actor-copil la 11 ani. La 16 ani s-a cunocut cu Charlie Chaplin, cu care s-a căsătorit în 1918 (fiind prima soție a acestuia).

## Filmografie
| An   | Film                             | Rol                                         | Note                                                       |
| ---- | -------------------------------- | ------------------------------------------- | ---------------------------------------------------------- |
| 1912 | The Post Telegrapher             |                                             |                                                            |
| 1912 | The Triumph of Right             | Theiar Little Daughter                      |                                                            |
| 1912 | His Nemesis                      |                                             |                                                            |
| 1912 | The Frontier Child               | A Frontier Child                            |                                                            |
| 1912 | His Squaw                        |                                             |                                                            |
| 1912 | His Sense of Duty                |                                             |                                                            |
| 1913 | A Shadow of the Past             |                                             |                                                            |
| 1913 | The Wheels of Destiny            |                                             |                                                            |
| 1913 | The Miser                        |                                             |                                                            |
| 1913 | The Drummer of the 8th           |                                             |                                                            |
| 1913 | A Child of War                   |                                             |                                                            |
| 1913 | A True Believer                  |                                             |                                                            |
| 1913 | The Seal of Silence              |                                             |                                                            |
| 1913 | Granddad                         | Mildred                                     |                                                            |
| 1913 | Borrowed Gold                    |                                             |                                                            |
| 1914 | Romance of Sunshine Alley        |                                             |                                                            |
| 1914 | O Mimi San                       |                                             |                                                            |
| 1914 | The Courtship of O San           |                                             |                                                            |
| 1914 | Wolves of the Underworld         |                                             |                                                            |
| 1914 | The Colonel's Orderly            |                                             |                                                            |
| 1914 | The Social Ghost                 | Ethel                                       |                                                            |
| 1914 | Shadows of the Past              |                                             |                                                            |
| 1914 | A Frontier Mother                |                                             |                                                            |
| 1914 | The Sheriff of Bisbee            |                                             |                                                            |
| 1914 | Shorty and the Fortune Teller    |                                             |                                                            |
| 1914 | When America Was Young           |                                             |                                                            |
| 1914 | Mildred's Doll                   | Mildred                                     |                                                            |
| 1914 | The Magic Cloak of Oz            | Princess Margaret 'Fluff' of Noland         |                                                            |
| 1914 | His Majesty, the Scarecrow of Oz | Button-Bright, who is lost and doesn't care |                                                            |
| 1914 | Jimmy                            | Mary                                        |                                                            |
| 1915 | The Lone Cowboy                  |                                             |                                                            |
| 1915 | The Warrens of Virginia          | Betty Warren                                |                                                            |
| 1915 | Enoch Arden                      | A Child                                     | (nemenționată)                                             |
| 1915 | The Little Matchmaker            | Mildred                                     |                                                            |
| 1915 | The Little Soldier Man           | Mildred                                     |                                                            |
| 1915 | The Absentee                     | Innocence                                   |                                                            |
| 1915 | A Rightful Theft                 |                                             |                                                            |
| 1915 | The Old Batch                    | First Adopted Daughter                      |                                                            |
| 1915 | The Choir Boys                   |                                             |                                                            |
| 1915 | The Little Lumberjack            |                                             |                                                            |
| 1915 | The Indian Trapper's Vindication | Dorothy King - their Daughter               |                                                            |
| 1916 | Hoodoo Ann                       | Goldie                                      | film păstrat; Library of Congress                          |
| 1916 | Intolerance                      | Favorite of the Harem                       | (nemenționată), film păstrat; mai multe roluri             |
| 1916 | The Old Folks at Home            | Marjorie                                    | film păstrat                                               |
| 1916 | The Matrimaniac                  |                                             | (nemenționată), survives; Library of Congress, others      |
| 1916 | The Americano                    | Stenographer                                | film păstrat; Library of Congress, altele                  |
| 1917 | The Bad Boy                      | Mary                                        | film pierdut                                               |
| 1917 | A Love Sublime                   | Eurydice                                    | film pierdut                                               |
| 1917 | An Old Fashioned Young Man       |                                             | film pierdut                                               |
| 1917 | Time Locks and Diamonds          | Lolita Mendoza                              | film pierdut                                               |
| 1917 | Golden Rule Kate                 | Olive - Kate's sister                       | film păstrat; Library of Congress, Academy Film Archive    |
| 1917 | The Cold Deck                    | Alice Leigh                                 | print survives; Library of Congress, Cinematheque Francais |
| 1917 | The Price of a Good Time         | Linnie                                      | film pierdut                                               |
| 1918 | The Doctor and the Woman         | Sidney Page                                 | film pierdut                                               |
| 1918 | Cupid by Proxy                   | Jane Stewart                                | print survives; Arc Du Boisy, Paris                        |
| 1918 | For Husbands Only                | Toni Wilde                                  | film pierdut                                               |
| 1918 | Borrowed Clothes                 | Mary Kirk                                   | film pierdut                                               |
| 1919 | When a Girl Loves                | Bess                                        | film pierdut                                               |
| 1919 | Home                             | Millicent Rankin                            | film pierdut                                               |
| 1919 | Forbidden                        | 'Maddie' Irvin                              | film pierdut                                               |
| 1920 | Old Dad                          | Daphne Bretton                              | film pierdut                                               |
| 1920 | The Inferior Sex                 | Allisa Randall                              | film pierdut (ca Mildred Harris Chaplin)                   |
| 1920 | Polly of the Storm Country       | Polly                                       | film pierdut (ca Mildred Harris Chaplin)                   |
| 1920 | The Woman in His House           | Hilda                                       | film pierdut (ca Mildred Harris Chaplin)                   |
| 1921 | Habit                            | Irene Fletcher                              | film pierdut                                               |
| 1921 | A Prince There Was               | Katherine Woods                             | film pierdut                                               |
| 1921 | Fool's Paradise                  | Rosa Duchene                                | survives; Library of Congress                              |
| 1922 | The First Woman                  | The Girl                                    | film pierdut                                               |
| 1923 | The Fog                          | Madelaine Theddon                           | film pierdut                                               |
| 1923 | The Daring Years                 | Susie LaMotte                               | film pierdut                                               |
| 1924 | The Shadow of the East           | Gillian Locke                               | film pierdut                                               |
| 1924 | By Divine Right                  | The Girl                                    | film pierdut                                               |
| 1924 | Traffic in Hearts                | Alice Hamilton                              | film pierdut                                               |
| 1924 | One Law for the Woman            | Polly Barnes                                | print survives; private holding (abridgement)              |
| 1924 | In Fast Company                  | Barbara Belden                              | print survives; Filmmuseum Amsterdam (EYE Institut)        |
| 1924 | Unmarried Wives                  | Princess Sonya                              | print survives; Filmoteca Espanola (Madrid)                |
| 1924 | Stepping Lively                  | Evelyn Pendroy, the girl                    | film pierdut                                               |
| 1924 | The Desert Hawk                  | Marie Nicholls                              | film pierdut                                               |
| 1925 | Easy Money                       | Blanche Amory                               | survives; Library of Congress                              |
| 1925 | Flaming Love                     | Chita                                       | film pierdut                                               |
| 1925 | Beyond the Border                | Molly Smith                                 | survives                                                   |
| 1925 | The Dressmaker from Paris        | Joan McGregor                               | film pierdut (per Lost Film Files)                         |
| 1925 | Super Speed                      | Claire Knight                               | survives; Library of Congress                              |
| 1925 | Private Affairs                  | Amy Lufkin                                  | film pierdut                                               |
| 1925 | My Neighbor's Wife               | Inventor's Wife                             | film pierdut                                               |
| 1925 | A Man of Iron                    | Claire Bowdoin                              | film pierdut                                               |
| 1925 | The Fighting Cub                 |                                             | film pierdut                                               |
| 1925 | The Unknown Lover                | Gale Norman                                 | film pierdut                                               |
| 1925 | Soiled                           | Pet Darling                                 | film pierdut                                               |
| 1926 | Mama Behave                      | Lolita Chase, Charlie's Wife                | survives                                                   |
| 1926 | The Isle of Retribution          | Lenore Hardenworth                          | film pierdut                                               |
| 1926 | The Self Starter                 |                                             | film pierdut                                               |
| 1926 | Dangerous Traffic                | Helen Leonard                               | survives                                                   |
| 1926 | The Wolf Hunters                 |                                             | film pierdut                                               |
| 1926 | The Mystery Club                 | Mrs. Kate Vandeerveer                       | film pierdut (per Lost Film Files: Universal Pictures)     |
| 1926 | Cruise of the Jasper B           | Agatha Fairhaven                            | survives; Library of Congress                              |
| 1927 | The Show Girl                    | Maizie Udell                                | survives; Library of Congress, UCLA Film and Television    |
| 1927 | One Hour of Love                 | Gwen                                        | film pierdut (per Lost Film Files: Tiffany)                |
| 1927 | Husband Hunters                  | Cynthia Kane                                | film pierdut (per Lost Film Files: Tiffany)                |
| 1927 | Wandering Girls                  | Maxine                                      | film pierdut (per Lost Film Files: Columbia Pictures)      |
| 1927 | Wolves of the Air                | Marceline Manning                           | film pierdut                                               |
| 1927 | Burning Gold                     |                                             | film pierdut                                               |
| 1927 | She's My Baby                    | Claire Daltour                              | film pierdut                                               |
| 1927 | Rose of the Bowery               |                                             | film pierdut                                               |
| 1927 | The Swell-Head                   | Kitty                                       | film pierdut(per Lost Film Files: Columbia Pictures)       |
| 1927 | Sumuru                           | Helen Graham                                | survives; Library of Congress                              |
| 1927 | Out of the Past                  | Dora Prentiss                               | film pierdut                                               |
| 1927 | The Adventurous Soul             | Miriam Martin                               | survives; Library of Congress                              |
| 1928 | The Last Lap                     |                                             | film pierdut                                               |
| 1928 | Hearts of Men                    | Alice Weston                                | film pierdut                                               |
| 1928 | The Heart of a Follies Girl      | Florine                                     | film pierdut                                               |
| 1928 | Lingerie                         | Mary                                        | print survives; BFI London                                 |
| 1928 | The Speed Classic                | Sheila Van Hauten                           | film pierdut                                               |
| 1928 | Melody of Love                   | Madelon                                     | film pierdut                                               |
| 1928 | The Power of the Press           | Marie Weston                                | survives                                                   |
| 1929 | Side Street                      | Bunny                                       | survives                                                   |
| 1929 | Sea Fury                         |                                             |                                                            |
| 1930 | No, No, Nanette                  | Betty                                       |                                                            |
| 1930 | The Melody Man                   | Martha                                      |                                                            |
| 1930 | Ranch House Blues                |                                             |                                                            |
| 1935 | Lady Tubbs                       | Society Woman                               | (nemenționată)                                             |
| 1935 | The quiero con locura            |                                             |                                                            |
| 1935 | Never Too Late                   | Mary Lloyd Hartley                          |                                                            |
| 1936 | Movie Maniacs                    | Leading Lady                                |                                                            |
| 1936 | Great Guy                        | Bit Role                                    | (nemenționată)                                             |
| 1942 | Reap the Wild Wind               | Dancing Lady                                | (nemenționată)                                             |
| 1942 | Holiday Inn                      | Woman                                       | (nemenționată) (neconfirmat)                               |
| 1943 | Sweet Rosie O'Grady              | Minor role                                  | nemenționată                                               |
| 1944 | The Story of Dr. Wassell         | Dutch nurse                                 | (nemenționată)                                             |
| 1944 | Fun Time                         | Tillie                                      | (nemenționată)                                             |
| 1944 | Hail the Conquering Hero         | Wife of Marine Colonel                      | (nemenționată)                                             |
| 1945 | Having a Wonderful Crime         | Guest                                       | (nemenționată)                                             |

## Legături externe
- Mildred Harris la Internet Movie Database
- Mildred Harris la Allmovie
- Mildred Harris la Find a Grave
- Silent Era People
- Mildred Harris at Virtual history

## Vezi și
- Listă de actori americani